# Odontocera apicula
Odontocera apicula är en skalbaggsart som beskrevs av Bates 1885. Odontocera apicula ingår i släktet Odontocera och familjen långhorningar.
Artens utbredningsområde är Panama. Inga underarter finns listade i Catalogue of Life.